# Portada/efemèride juliol 16
Rosita Quintana l'any 1957.
« 15 de juliol · 16 de juliol · 17 de juliol »